# Thurø By
Thurø By er eneste by på Thurø i det Sydfynske Øhav med 3.369 indbyggere  (2024). Thurø By er beliggende i Thurø Sogn fem kilometer sydøst for Svendborg og fungerer som en satellitby til denne. Byen tilhører Svendborg Kommune og er beliggende i Region Syddanmark.
Thurø By har en skole der er over 100 år gammel ved navn Thurø Skole.
Andre historiske varetegn der er værd at bemærke er Thurø Kirke. Der blev grundlagt i 1639 af Fru Ellen Marsvin. FEMS står skrevet ved indgangen som symboliserer kirkens grundlægger.
Thurø By besidder en aktiv sportsforening. Både Thurø IF, som holder til i Thurø Hallen, som typisk beskæftiger sig med håndbold, gymnastik, volleyball og badminton.
Fodboldklubben Thurø BK af 1920 er også et stort samlingspunkt, hvor unge som gamle samles for at dyrke sport og social hygge. Boldklubbens 1. hold er pt. rangeret i den fynske Serie 1.